# 第36回ダヴィッド・ディ・ドナテッロ賞
第36回ダヴィッド・ディ・ドナテッロ賞（だい36かいダヴィッド・ディ・ドナテッロしょう）の授賞式は、 1991年6月2日にローマで行われた。

## 受賞とノミネート一覧
太字が受賞者。

### 作品賞
- エーゲ海の天使 Mediterraneo（監督：ガブリエレ・サルヴァトレス）
- 黄昏に瞳やさしく Verso sera（監督：フランチェスカ・アルキブージ）
- 殺意のサン・マルコ駅 La stazione（監督：セルジオ・ルビーニ）
- La casa del sorriso（監督：マルコ・フェッレーリ）
- Il portaborse（監督：ダニエーレ・ルケッティ）

### 監督賞
- マルコ・リージ（『Ragazzi fuori』）
- リッキー・トニャッツィ（『Ultrà』）
- ガブリエーレ・サルヴァトレス（『エーゲ海の天使』）
- ダニエーレ・ルケッティ（『Il portaborse』）
- フランチェスカ・アルキブージ（『黄昏に瞳やさしく』）

### 新人監督賞
- アレッサンドロ・ダラトリ（『アメリカから来た男』）
- セルジオ・ルビーニ（『殺意のサン・マルコ駅』）
- アントニオ・モンダ（『Dicembre』）
- クリスティアン・デ・シーカ（『Faccione』）
- ミケーレ・プラチド（『Pummarò』）

### 脚本賞
- サンドロ・ペトラリア、ステファノ・ルッリ、ダニエーレ・ルケッティ（『Il portaborse』）
- マウリツィオ・ニケッティ、グイド・マヌーリ（『Volere volare』 ）
- リリアーナ・ベッティ、マルコ・フェレーリ、アントニーノ・マリーノ（『La casa del sorriso』）
- エンツォ・モンテレオーネ（『エーゲ海の天使』）
- フィリッポ・アショーネ、ウンベルト・マリーノ、セルジオ・ルビーニ（『殺意のサン・マルコ駅』）

### プロデューサー賞
- クラウディオ・ボニヴェント（『Ragazzi fuori』）
- クラウディオ・ボニヴェント（『Ultrà』）
- マリオ・チェッキ・ゴーリ、ヴィットリオ・チェッキ・ゴーリ、ジャンニ・ミネルヴィーニ（『エーゲ海の天使』）
- ナンニ・モレッティ、アンジェロ・バルバガッロ（『Il portaborse』）
- ドメニコ・プロカッチ（『殺意のサン・マルコ駅』）

### 主演女優賞
- マルゲリータ・ブイ（『殺意のサン・マルコ駅』）
- ナンシー・ブリッリ（『Italia-Germania 4-3』）
- マルゲリータ・ブイ（『La settimana della Sfinge』）
- イングリッド・チューリン（『La casa del sorriso』）
- アンジェラ・フィノッキアーロ（『Volere volare』 ）

### 主演男優賞
- ナンニ・モレッティ（『Il portaborse』）
- ディエゴ・アバタントゥオーノ（『エーゲ海の天使』）
- クラウディオ・アメンドラ（『Ultrà』）
- シルヴィオ・オルランド（『Il portaborse』）
- セルジオ・ルビーニ（『殺意のサン・マルコ駅』）

### 助演女優賞
- ゾーエ・インクロッチ（『黄昏に瞳やさしく』）
- ヴァーナ・バルバ - 『エーゲ海の天使』
- ミレーナ・ヴコティッチ（『Fantozzi alla riscossa』）
- マリエッラ・ヴァレンティーニ（『Volere volare』）
- アンヌ・ルーセル（『Il portaborse』）
- アリダ・ヴァリ（『La bocca』）

### 助演男優賞
- チッチョ・イングラシア（『Condominio』）
- エンツォ・カンナヴァーレ（『La casa del sorriso』）
- ジュゼッペ・チェデルナ（『エーゲ海の天使』）
- セルジオ・カステッリット（『Stasera a casa di Alice』）
- リッキー・メンフィス（『Ultrà』）

### 撮影監督賞
- ルチアーノ・トヴォリ（『Il viaggio di Capitan Fracassa』）
- イタロ・ペトリッチョーネ（『エーゲ海の天使』）
- アレッシオ・ジェルシーニ・トッレージ（『Ultrà』）
- ジュゼッペ・ランチ（『太陽は夜も輝く』）
- ジュゼッペ・ランチ（『La condanna』）

### 作曲賞
- エンニオ・モリコーネ（『みんな元気］）
- アルマンド・トロヴァヨーリ（『Il viaggio di Capitan Fracassa』）
- ジャンカルロ・ビガッツィ、マルコ・ファラジャーニ（『エーゲ海の天使』）
- アントネッロ・ヴェンディッティ（『Ultrà』）
- リズ・オルトラーニ（『Nel giardino delle rose』）

### 美術賞
- パオロ・ビアジェッティ、ルチャーノ・リッチェリ（『Il viaggio di Capitan Fracassa』）
- ルチア・ミリソーラ（『In nome del popolo sovrano』）
- アンドレア・クリザンティ（『みんな元気］）
- パオラ・コメンチーニ（『I divertimenti della vita privata』）
- ジャンニ・ズバッラ（『太陽は夜も輝く』）

### 衣装デザイン賞
- ルチア・ミリソーラ（『In nome del popolo sovrano』）
- オデット・ニコレッティ（『Il viaggio di Capitan Fracassa』）
- フランチェスコ・パンニ（『エーゲ海の天使』）
- アントネッラ・ベラルディ（『I divertimenti della vita privata』）
- リーナ・ネルリ・タヴィアーニ（『太陽は夜も輝く』）

### 編集賞
- ニーノ・バラーリ（『エーゲ海の天使』）
- ミルコ・ガッローネ（『Il portaborse』）
- アンジェロ・ニコリーニ（『殺意のサン・マルコ駅』）
- フランコ・フラティチェッリ（『Ragazzi fuori』）
- カルラ・シモンチェッリ（『Ultrà』）

### 録音賞
- ティツィアーノ・クロッティ（『エーゲ海の天使』）
- レーモ・ウゴリネッリ（『Ultrà』）
- フランコ・ボルニ（『Il portaborse』）
- フランコ・ボルニ（『殺意のサン・マルコ駅』）
- トンマーゾ・クアッティーニ（『Ragazzi fuori』）

### 外国映画賞
- シラノ・ド・ベルジュラック（監督：ジャン＝ポール・ラプノー）
- ハムレット（監督：フランコ・ゼフィレッリ）
- グッドフェローズ（監督：マーティン・スコセッシ）
- ダンス・ウィズ・ウルブズ（監督：ケビン・コスナー）
- ニキータ（監督：リュック・ベッソン）

### 外国人女優賞
- アンヌ・パリロー（『ニキータ』）
- グレン・クローズ（『ハムレット』）
- ジュリア・ロバーツ（『プリティ・ウーマン』）
- ミア・ファロー（『アリス』）
- ジョアン・ウッドワード（『ミスター＆ミセス・ブリッジ』）

### 外国人男優賞
- ジェレミー・アイアンズ（『運命の逆転』）
- ダーク・ボガード（『ダディ・ノスタルジー』）
- ジェラール・ドパルデュー（『シラノ・ド・ベルジェラック』）
- ケビン・コスナー（『ダンス・ウィズ・ウルブズ』）
- ロバート・デ・ニーロ（『グッドフェローズ』）

### ダヴィッド・ルキノ・ヴィスコンティ賞
- マルセル・カルネ

### アリタリア航空賞
- エンリコ・モンテサーノ

### ダヴィッド特別賞
- ヴィットリオ・ガスマン

### ダヴィッド・ディドナテッロ生涯功労賞
- マリオ・チェッキ・ゴーリ
- マリオ・ナシンベーネ
- アリダ・ヴァリ